# Бар Харбор (Мејн)
Бар Харбор (Мејн) (енгл. Bar Harbor) насељено је место без административног статуса у америчкој савезној држави Мејн.

## Демографија
По попису из 2010. године број становника је 2.552, што је 128 (-4,8%) становника мање него 2000. године.
| Група             | 2000.         | 2010.         |
| Белци             | 2.597 (96,9%) | 2.386 (93,5%) |
| Афроамериканци    | 7 (0,3%)      | 31 (1,2%)     |
| Азијати           | 27 (1,0%)     | 71 (2,8%)     |
| Хиспаноамериканци | 19 (0,7%)     | 38 (1,5%)     |
| Укупно            | 2.680         | 2.552         |